# Танкуш
Танкуш (порт. Tancos)  —  населённый пункт и район в Португалии,  входит в округ Сантарен. Является составной частью муниципалитета  Вила-Нова-да-Баркинья. По старому административному делению входил в провинцию Рибатежу. Входит в экономико-статистический  субрегион Медиу-Тежу, который входит в Центральный регион. Население составляет 295 человек на 2001 год. Занимает площадь 1,56 км².
Покровителем района считается Дева Мария (порт. Nossa Senhora da Conceição).